# Рахліс Пейхас Месрович
Пе́йхас Ме́срович Ра́хліс (* 1 жовтня 1897 м. Тараща, Київської губернії  —10 січня 1938 Узбецька РСР) — радянський військовий, один з керівників НКВС УРСР.

## Біографічні відомості
Народився в родині власника кустарної друкарні, єврей, самоучка.
Працював друкарником. У 1918 — червоноармієць та підпільник у Києві.
З 1919 до 1921 у складі Курсантської, Латиської та 46-ї стрілецької дивізії брав участь у придушенні Куренівського повстання, брав участь у боях проти Тютюнника, Зеленого, Денікіна, Врангеля.
До 26.08.1921 — працював у політвідділі Київського губернського комітету.
З 26.08.1921 — співробітник Київського губернського відділу ЧК.
В 1923—1924 — начальник спеціальних військ Київського губернського відділу Головного партійного управління та начальник спеціальних військ Дніпропетровського окружного відділу Державного політичного управління.
До 18.12.1928 — начальник спеціальних військ Одеського окружного відділу Державного політичного управління.
У 1929—1930 роках — начальник Первомайського окружного відділу Державного політичного управління, член Первомайського окрвиконкому.
З 01.07.1930 — начальник Конотопського окружного відділу Державного політичногоо управління.
З 21.09.1930 — помічник начальника Житомирського оперативного сектору Державного політичного управління.
З 20.02.1932 — помічник начальника Вінницького обласного відділу Державного політичного управління під його керуванням провадилися заходи по «вибиванню» плану хлібозаготівель.
З 21.11.1932 — перший заступник начальника Харківського обласного відділу Державного політичного управління.
З 01.07. 1933 — помічник начальника ОВ Державного політичного управління УРСР та Українського військового округу.
З 24.01.1934 — помічник начальника СПВ ДПУ УРСР.
З 10.07.1934 — помічник начальника СПВ УДБ НКВС УРСР.
З 14.01.1935 — заступник начальника СПВ УДБ НКВС УРСР.
З 03.01.1936 — т. в. о. нач. СПВ УДБ НКВС УСРР.
З 01.1937 — начальник 4-го відділу УДБ НКВС УСРР. 31.03.1937 — звільнений з посади.
17.04.1937 — відряджений у розпорядження НКВС СРСР.
З 16.05.1937 — начальник контррозвідки УДБ НКВС Узбецької РСР. 03.08.1937 — звільнений з посади.
Капітан державної безпеки (08.01.1936). Майор державної безпеки (20.12.1936).
Нагороджений портсигаром від повпредства ДПУ по Правобережній Україні (1923), зброєю від колегії ГПУ УСРР (1927).
Член ВКП(б) з 05.1918.
Заарештований 07.08.1937. Засуджений на смерть 10.01.1938.
Часто фігурує в списках ключових осіб, що призвели до Голодомору 1932-33 років в Україні.